# 于润荷
于润荷（2002年2月1日—）是生于美国纽约州伊萨卡的华裔国际象棋棋手，2019年美国女子国际象棋锦标赛冠军。

## 生平
于润荷从小学一年级起学习国际象棋，在学校参加国际象棋培训课程。2014年，她在世界青少年国际象棋锦标赛中获得12岁以下组金牌。次年，她获得弗吉尼亚州封闭锦标赛冠军，并打破两项纪录。自2014年至2016年，她三次获得全美女子国际象棋联赛冠军，前两次为平手，第三次为胜利。2018年，于润荷入选第43届国际象棋奥林匹克竞赛美国国家队，获得第7名。
于润荷还是2019年美国女子国际象棋联赛冠军。她赢下了前4轮比赛，在第三轮执黑棋对阵7次获得过该赛事冠军的伊琳娜·克鲁什时，克鲁什占据兵的优势，但第29步走棋失误，导致更加冷静的于润荷赢得胜利。在半决赛中，于润荷击败了安娜·扎通斯基，最终获得冠军。在整场联赛中，她得到10/11分。